# Sybra fuscomarmoratipennis
Sybra fuscomarmoratipennis là một loài bọ cánh cứng trong họ Cerambycidae.